# 목포공업고등학교
목포공업고등학교(木浦工業高等學校)는 대한민국 전라남도 목포시 용당동에 위치한 공립 고등학교이다.

## 학교 연혁
- 1927년 5월 1일 : 교장 동향, 3.1송정공민학교 개교(토광과, 목공과, 가구과 1.2년제)
- 1928년 4월 1일 : 송정공립공업실수학교 설립(가구과, 건축과, 목공과 3년제 및 실수학교 1회 졸업)
- 1929년 1월 1일 : 1회 43명 졸업
- 1941년 5월 15일 : 송정공립 직업학교로 교명 변경(토목과, 건축과, 광산과)
- 1944년 4월 1일 : 목포 공립 상업학교를 공업학교로 전환하고 송정 공립 직업학교를 병합, 목포이전(토목과, 건축과, 조선과)
- 1945년 9월 1일 : 1대 안익선 교장 취임, 목포상고와 분리 및 명륜동 4번지 교사로 이전, 목포공업중학교로 학칙변경
- 1950년 6월 12일 : 목포공업고등학교로 학칙변경
- 1972년 10월 26일 : 신축교사로 이전(구교사는 시교육청 이관)
- 1973년 1월 10일 : 용당동 171-2에 설치 인가
- 1978년 3월 1일 : 목포기계공업고등학교로 학칙변경 및 2부 폐지
- 1993년 3월 1일 : 남여공학 학칙 개정 변경인가, 39학급 운영
- 1995년 2월 9일 : 전기, 전자 공동실습소 및 부설 기숙사 준공
- 2006년 3월 1일 : 목포공업고등학교 교명 변경
- 2006년 3월 1일 : 비즈쿨 도지정 연구학교 운영
- 2007년 3월 1일 : 특성화 학과 개편 컴퓨터응용기계과 -> 조선응용기계과, 특성화 학과 개편 전자기계과 -> 조선응용기계과, 특수용접 설치
- 2025년 1월 10일 : 제95회 169명 졸업(졸업생 총수 28,543명)
- 2025년 3월 1일 : 제32대 조정하 교장 취임
- 2025년 3월 4일 : 2025학년도 신입생 230명 입학

## 설치 학과
- 전기과
- 토목과
- 건축과
- 화공과
- 스마트기계과

## 참고 자료
- 목포공업고등학교 - 한국교육학술정보원 학교알리미